# Верх-Усуглинське сільське поселення
Верх-Усугли́нське сільське поселення (рос. Верх-Усуглинское сельское поселение) — сільське поселення у складі Тунгокоченського району Забайкальського краю Росії.
Адміністративний центр та єдиний населений пункт — село Верх-Усуглі.

## Населення
Населення сільського поселення становить 2511 осіб (2019; 2624 у 2010, 2690 у 2002).